# Goryphus parallelus
Goryphus parallelus là một loài tò vò trong họ Ichneumonidae.